# Мост Іша
Мост Іша́ (рос. Мост Иша) — селище у складі Красногорського району Алтайського краю, Росія. Входить до складу Бистрянської сільської ради.

## Населення
Населення — 112 осіб (2010; 124 у 2002).
Національний склад (станом на 2002 рік):
- росіяни — 90 %